# Juan Correas

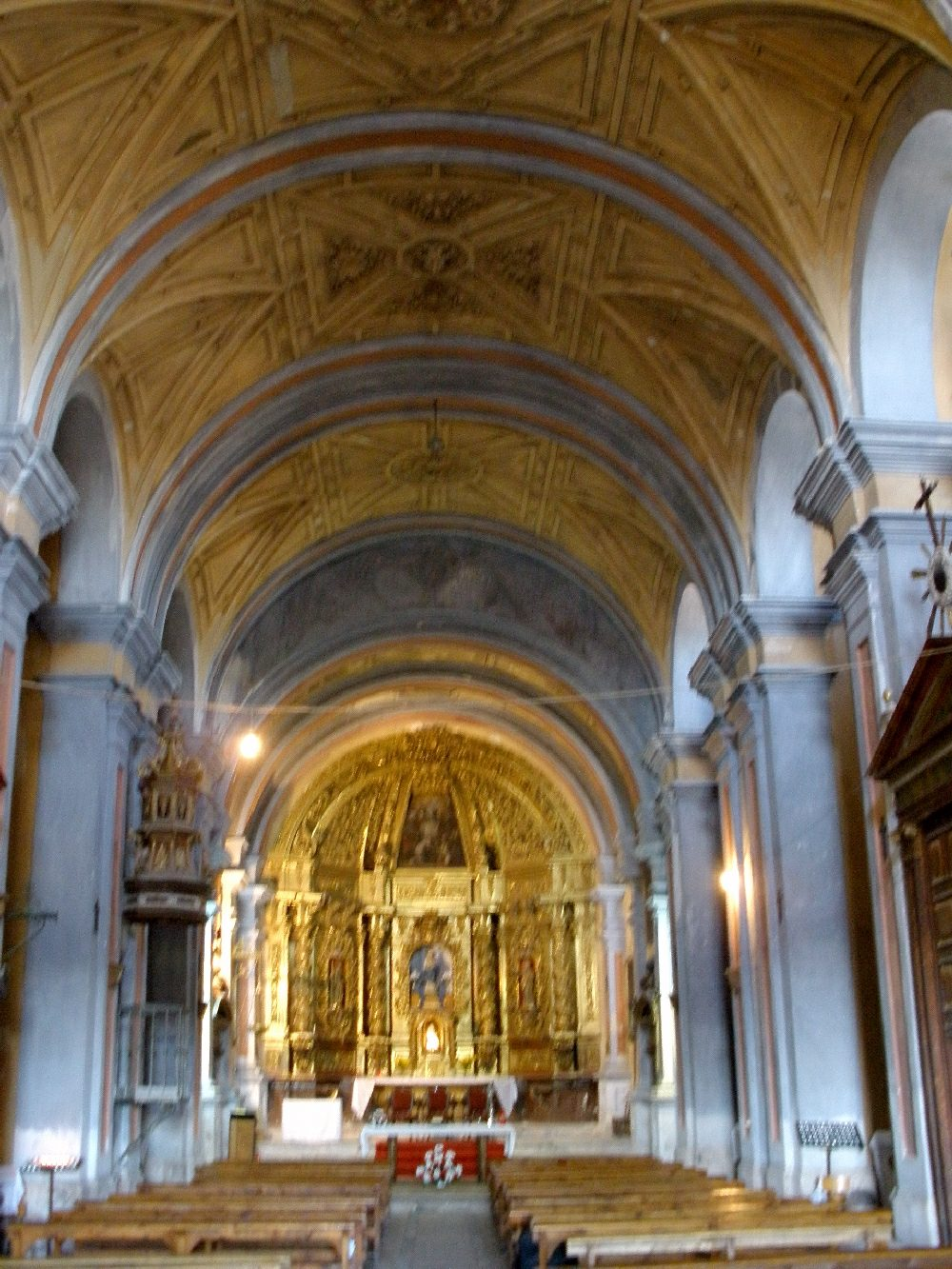
Vista de la nave de la iglesia de Santa María de la Cuesta de Cuéllar (Segovia), con el retablo de Correas y Blas Martínez de Obregón al fondo.

Juan Correas fue un escultor vallisoletano de finales del siglo XVII y principios del siglo XVIII destacado por su faceta como retablista.

## Obras
- Retablo mayor de la iglesia de Santa María de la Cuesta de Cuéllar (Segovia), junto a Blas Martínez de Obregón.[1]
- 1697. Retablo mayor del convento y hospital de San Juan de Dios de Valladolid, junto a Alonso Manzano y Bernardo Carvajal, con esculturas de Juan de Ávila (desaparecido).[2]
- 1709. Retablo mayor de la iglesia de San Juan Bautista de Hérmedes de Cerrato.[3]